# 翁麗淑
翁麗淑（1971年3月30日—），小民參政歐巴桑聯盟成員。現任職新北市蘆洲區鷺江國民小學教師，也是台灣性別平等教育協會理事、台灣親子共學教育促進會理事、 台灣廢除死刑推動聯盟理事，曾擔任新北市性別平等教育輔導團輔導員。曾因帶學生參觀鄭南榕紀念館，遭到新北市市議員陳明義提出質疑而受到關注。參與小民參政歐巴桑聯盟，與其他成員一同登記參選2018年中華民國直轄市議員及縣市議員選舉。

## 個人家庭
是三個孩子的媽媽，也是罕見兒（小胖威利症）的母親。

## 專長議題
- 性別議題
- 弱勢團體人權與教育

## 政治參與

### 參選2018年中華民國直轄市議員及縣市議員選舉
- 2017年12月28日，歐巴桑聯盟宣佈投入2018全國縣市議員選舉，翁麗淑於該記者會中表達對部份現任議員杯葛性平教育感到不滿[6]。
- 2018年8月，完成候選人登記，確認代表歐巴桑聯盟參選2018年新北市第三選舉區（蘆洲區、三重區）市議員選舉[4]。

### 參與公投公開意見發表會
2018年11月7日，於第二輪公投公開意見發表會中，為公投案第15案：「您是否同意，以『性別平等教育法』明定在國民教育各階段內實施性別平等教育，且內容應涵蓋情感教育、性教育、同志教育等課程？」正方代表辯論。
翁麗淑認為目前的性平教育在教育現場執行時，重點都放在性侵害防治、性騷擾防治、去除性別刻板印象，大多缺乏情感教育、性教育及同志教育的部份，這是不足夠的，又因為下一代幸福聯盟所發起的第11案公投如通過會讓性別教育更受限，所以才產生第15案公投，透過法條的規範來保障性平教育的完整。

### 立法院兒少權利促進會執行長
2021年3月30日，中華民國立法院成立立法院兒少權利促進會，會長王婉諭邀請非立委的翁麗淑出任執行長。

## 著作

### 親子教養
1. 翁麗淑. . 紅桌文化. 2015-09-09. ISBN 9789869114868.

## 外部連結
- 翁麗淑-歐巴桑來了-新北市三重蘆洲區市議員擬參選人粉絲團的Facebook專頁
- YouTube上的歐巴桑聯盟頻道
- 歐巴桑聯盟官方網站 （页面存档备份，存于）